# Julen Aguinagalde
Julen Aginagalde Akizu (Irun, Guipúscoa, 8 de desembre de 1982) és un jugador d'handbol basc, que juga al Bidasoa Irun de la Lliga Asobal, després del seu pas per Ademar de Lleó, BM. Ciudad Real, Atlètic Madrid i KS Kielce. Ocupa la demarcació de pivot. És internacional absolut amb la selecció espanyola des de 2006, amb la qual s'ha proclamat campió del món el 2013 i campió d'Europa el 2018. El seu germà, Gurutz Aguinagalde, és també jugador d'handbol.

## Trajectòria

### Internacional
Va jugar amb la selecció espanyola absoluta, el 10 de juny de 2006, en un amistós amb victòria davant Alemanya (30–31). La primera fase final que va disputar, va ser el Campionat d'Europa de 2008. També va ser preconvocat per als Jocs Olímpics de Pequín 2008, encara que finalment el seleccionador en aquest moment, Juan Carlos Pastor, va decidir descartar-lo per a la cita olímpica. Julen va participar posteriorment en el Mundial de 2009, en la qual el combinat nacional va acabar en un decebedor 13è lloc. en l'Europeu de 2010, concloent en sisè lloc i en el Mundial de 2011, en el qual van aconseguir la medalla de bronze.
El 2013, Espanya es va proclamar campiona sent amfitriona, campiona del món en el Palau Sant Jordi de Barcelona davant Dinamarca, per un aclaparador 35-19. Julen va ser nomenat «millor pivoti del campionat». En l'Europeu de 2016, Espanya va aconseguir el subcampionat, sent Julen nomenat per segona vegada en el torneig, «millor pivoti del campionat». En la següent edició de l'Europeu en 2018, Espanya es proclamaria per primera vegada en la història, campiona continental.

## Clubs
| Club              | País    | Any         |
| ----------------- | ------- | ----------- |
| Bidasoa Irun      | Espanya | 1999 - 2006 |
| Ademar de Lleó    | Espanya | 2006 - 2009 |
| BM Ciudad Real    | Espanya | 2009 - 2011 |
| BM Atlètic Madrid | Espanya | 2011 - 2013 |
| Vive Kielce       | Polònia | 2013 - 2020 |
| Bidasoa Irun      | Espanya | 2020 - Act. |

## Palmarès

### Clubs
CB Ademar León
- Copa ASOBAL (2008-09)
- Subcampió Copa del Rei (2006-07)
- Subcampió Copa ASOBAL (2007-08)
- Subcampió Recopa d'Europa (2006-07)

BM. Ciudad Real
- Lliga ASOBAL (2009-10)
- Copa ASOBAL (2010-11)
- Copa del Rei (2010-11)
- Supercopa d'Espanya (2010-11)
- Mundial de Clubs (2009-10)
- Subcampió Lliga ASOBAL (2010-11)
- Subcampió Copa ASOBAL (2009-10)
- Subcampió Supercopa d'Espanya (2009-10)
- Subcampió Lliga de Campions de la EHF (2010-11)
- Subcampió Mundial de Clubs (2011)

BM. Atlètic de Madrid
- Supercopa d'Espanya (2011-12)
- Copa del Rei (2011-12) i (2012-13)
- Mundial de Clubs (2012)
- Subcampió Supercopa d'Espanya (2012-13)
- Subcampió Lliga ASOBAL (2011-12) i (2012-13)
- Subcampió Lliga de Campions de la EHF (2011-12)
- Subcampió Copa ASOBAL (2012-13)

KS Kielce
- Lliga de Campions de la EHF (2015-16)
- Lliga de Polònia d'handbol (6): 2014, 2015, 2016, 2017, 2018, 2019
- Copa de Polònia d'handbol (6): 2014, 2015, 2016, 2017, 2018, 2019

### Selecció espanyola
- Medalla de Bronze en el Campionat Mundial d'Handbol Masculí de 2011
- Medalla d'Or en el Campionat Mundial d'Handbol Masculí de 2013
- Medalla de Bronze en el Campionat Europeu d'Handbol Masculí de 2014
- Medalla de plata en el Campionat Europeu d'Handbol Masculí de 2016
- Medalla d'or en el Campionat Europeu d'Handbol Masculí de 2018
- Medalla d'or en el Campionat Europeu d'Handbol Masculí de 2020
- Medalla de bronze en els Jocs Olímpics de Tòquio 2020

### Distincions individuals
- Jugador de l'Any de la IHF:
  - 3a posició (1): 2012[7][8]
- MVP de la Lliga ASOBAL (3): 2010, 2012 i 2013[9][10]
- Millor Pivot de la Lliga ASOBAL (4): 2010, 2011, 2012 i 2013
- Millor Pivot de la Lliga de Campions (2): 2013 i 2019
- Millor Pivot del Mundial (1): 2013
- Millor Pivot de l'Europeu (2): 2014 i[11] 2016